# Carolina Augusta de Austria-Toscana
Carolina Augusta de Austria-Toscana (Florencia, 19 de noviembre de 1822-ibidem, 5 de octubre de 1841) fue una archiduquesa de Austria y princesa de Toscana del siglo XIX.

## Biografía
Nacida en el palacio Pitti, a las 3 de la mañana del 19 de noviembre de 1822, fue la primera hija del entonces gran príncipe heredero de Toscana, Leopoldo (que sucedería a su padre, Fernando III, como gran duque de Toscana en 1824, como Leopoldo II) y de su esposa, la princesa María Ana de Sajonia. Días antes, el 15 de noviembre, había nacido en el mismo palacio su primo, el príncipe Fernando de Saboya, futuro duque de Génova. Su nacimiento fue un alivio, ya que al estar sus padres ya casados hace tres años, parecían no poder tener hijos, además de tener Leopoldo una salud delicada.
El matrimonio de sus padres tendría otras dos hijas, Augusta Fernanda, nacida en 1825, y María Maximiliana en 1827. Su infancia transcurrió junto a sus padres en la apacible corte toscana, viajando en ocasiones a Pisa. Su madre murió en 1832, por lo que su tía, María Fernanda, viuda de su abuelo, las criaría a ella y sus hermanas.
Murió en Florencia con 18 años. En 1834, ya había muerto su hermana menor, María Maximiliana; por lo que la única de sus hermanas que viviría hasta la madurez sería Augusta Fernanda, casada en 1844 con el príncipe Leopoldo de Baviera, después regente de Baviera. Sus funerales fueron celebrados en la Iglesia de Santa Felicita en Florencia, iglesia de corte del Gran Ducado de Toscana.

## Títulos y órdenes

### Títulos
- 19 de noviembre de 1822-5 de octubre de 1841: Su Alteza Imperial y Real la archiduquesa Carolina Augusta de Austria, princesa real de Bohemia y Hungría, princesa de Toscana.[6]

### Órdenes
- 14 de septiembre de 1839: Dama de primera clase de la Orden de la Cruz Estrellada.[6][10][11] ( Imperio austríaco)